# البلديات المختلطة
البلديات المختلطة هي تقسيم إداري في العهد الإستعماري الفرنسي للجزائر، وتأتي في التصنيف بعد العمالة والدائرة، وتضم أغلبية من السكان الجزائريين المسلمين وأقلية أوروبية.
كان عدد البلديات المختلطة 79 سنة 1902 وتضم 2,78 مليون ساكن من مجموع 4,74 مليون ساكن وفي سنة 1931 انخفض عدد البلديات المختلطة إلى 78 وتضم 3,54 مليون ساكن وسنة 1950 وقبل الإستغناء عن هذا التنظيم وصل عددها إلى 88 عبر كامل التراب الجزائري بعدد سكان 5,2 مليون ساكن.
لا يقوم بتسييرها مجلس محلي «منتخب» بل مسير إداري مدني. ولما كان المسير الإداري تحت وصاية رئيس الدائرة، فإنه كان يتمتع بسلطات واسعة جدا، فقراراته لاتناقش وغير قابلة للطعن. فهو الذي يعين القياد المكلفين بتأطير السكان، فدور القائد «القيام في دواره بمهام محافظ ريفي التي تتمثل أساسا في الإبلاغ والحراسة والترقب» كما يشير إلى ذلك منشور الأمين العام للحكومة الموجه إلى الولاة بعد الفاتح من نوفمبر 1954. إن الدور السيئ الذي كان يقوم به القياد في تسيير شؤون»الأهالي» كان دائما مثيرا للإشمئزاز بين السكان. فقد كان السكان يتعرضون لشتى أنواع الأعمال الشاقة، وكانوا دائما ضحية ممارسات القياد غير القانونية والظالمة التعسفية.
فالرشوة والثراء السريع على حساب السكان هو مايميز أساس بشع القياد، فقبيل الاستقلال كان يوجد حوالي 1300 قائدا.

## البلديات الجزائرية المختلطة سنة 1902
كانت الجزائر مقسمة إلى ثلاث عمالات وكل عمالة تنقسم إلى دوائر والدوائر إلى بلديات مختلطة.
فيما يخص الأقسام فهي مقسمة إلى إقليم مدني وإقليم عسكري للتحكم.
و كان عدد العمالات سنة 1902 ثلاث عمالات هي الجزائر العاصمة، وهران وفسنطينة.

### عمالة الجزائر العاصمة
و تضم 24 بلدية مختلطة.
- الإقليم المدني
- دائرة الجزائر العاصمة (6 بلديات مختلطة تضم 200387 ساكن الذي ارتفع لاحقا إلى 673548 ساكن)

صور الغزلان (185649 ساكن) تابلاط (139445 ساكن) أمشدالة أو مشد الله (102685 ساكن) عين بسام (96794 ساكن) قوراية (81504 ساكن) الأخضرية (67471 ساكن)
- دائرة المدية (تضم بلديتان مختلطتان بـ 65689 ساكن الذي ارتفع لاحقا إلى 433571 ساكن)

قصر البخاري (286416 ساكن) البرواقية (147155 ساكن)
- دائرة مليانة (تضم 4 بلديات مختلطة بـ 117220 ساكن الذي ارتفع لاحقا إلى 588590 ساكن)

ثنية الحد (291081 ساكن) جندل (114214 ساكن) لي برا (101321 ساكن) حمام ريغة (81974 ساكن)
- دائرة الشلف (تضم 3 بلديات مختلطة بـ 137418 ساكن ارتفع لاحقا إلى )

الشلف (172973 ساكن) تنس (166931 ساكن) الونشريس (119099 ساكن)
- دائرة تيزي وزو (تضم ست بلديات مختلطة بـ 275849 ساكن ارتفع لاحقا إلى )

العزازقة (53306 ساكن)ذراع الميزان (48056 ساكن) أزفون (43808 ساكن) مزرانة (38765 ساكن) الأربعاء نايث إيراثن (33559 ساكن) جرجرة (33236 ساكن)
- الإقليم العسكري للتحكم :
- ناحية المدية (ويضم بلديتان مختلطتان بـ 7380 ساكن ارتفع لاحقا إلى )

بوسعادة (24500 ساكن) الجلفة (1720 ساكن)
- ناحية الأغواط (ويضم بلدية مختلطة واحدة 5151 ساكن انخفض لاحقا إلى 2062 ساكن)

الأغواط 2062 ساكن

### عمالة قسنطينة
البلدية المختلطة: العلمة.